# América (Tamaulipas)
América es una comunidad localizada en el municipio de Nuevo Laredo en el estado mexicano de Tamaulipas. Según el censo INEGI del 2005, América tiene una población de 263 habitantes. Está a una altitud de 161 metros sobre el nivel del mar.